# Cherín
Cherín es una localidad del municipio español de Ugíjar, situada en la parte oriental de la Alpujarra Granadina (provincia de Granada), en Andalucía. A un kilómetro del límite con la provincia de Almería, cerca de esta localidad se encuentran los núcleos de Picena, Lucainena y Alcolea.

## Historia
En 1900 se agrega a Ugíjar el núcleo de Cherín tras su desaparición como municipio independiente. En 1930, dicho ayuntamiento volverá a segregarse para constituirse en un nuevo e independiente municipio. Nuevamente, en 1972 Cherín vuelve a agregase a Ugíjar, junto con Jorairátar.

## Demografía
| Gráfica de evolución demográfica de Cherín entre 1842 y 1970 |
| |
| Población de derecho según los censos de población del INE Población de hecho según los censos de población del INEEntre el censo de 1930 y el anterior, aparece este municipio porque se segrega del municipio Ugijar Entre el censo de 1981 y el anterior, este municipio desaparece porque se integra en el municipio Ugíjar |

## Cultura

### Patrimonio
El patrimonio histórico de Cherín estriba en su singularidad y relevancia. Su bien más destacado es la iglesia parroquial de San Bartolomé, antigua mezquita convertida a templo cristiano, un bello ejemplo de la arquitectura mudéjar en La Alpujarra. El puente de hierro que conecta las dos partes de la localidad, es atribuido a la escuela de Eiffel, es el otro bien emblemático. Testimonio de su historia, son los restos arqueológicos del Castillejo Sant Afliy, que lo ubican en el periodo emiral-califal. 

### Fiestas
Como en la mayoría de pueblos del Este peninsular, la fiesta más importante de esta localidad es la de los moros y cristianos, que en el caso de Cherín se celebra el 24 agosto en honor a San Bartolomé. El primer fin de semana de febrero, tienen lugar las fiestas patronales de San Blas en las que se bendicen las populares cintas de colores. El 25 de abril se celebra San Marcos, con procesión, reparto de roscos y bendición de la vega.